# Valöns naturreservat, Tanums kommun
Valön är ett naturreservat i Svenneby socken i Tanums kommun i Bohuslän.
Reservatet är skyddat sedan 1968 och 265 hektar stort. Det är beläget strax nordväst om Bovallstrand och utgörs av en halvö.
Där finns kala klippor, hällmarker och blockmarker. På västsidan dominerar branta klippstränder med blockstrand. Vid Kvarnviken och Valö kile finns vidsträckta strandängar. I torra kalkrika ängsmarker finns en rik vegetation med bl.a. gullviva, spåtistel och backsmultron. I andra områden kan man se krissla, blodnäva, småborre och sötvedel. Strandängarna och torrängarna betas fortfarande. 
Reservatet förvaltas av Västkuststiftelsen.

## Bilder

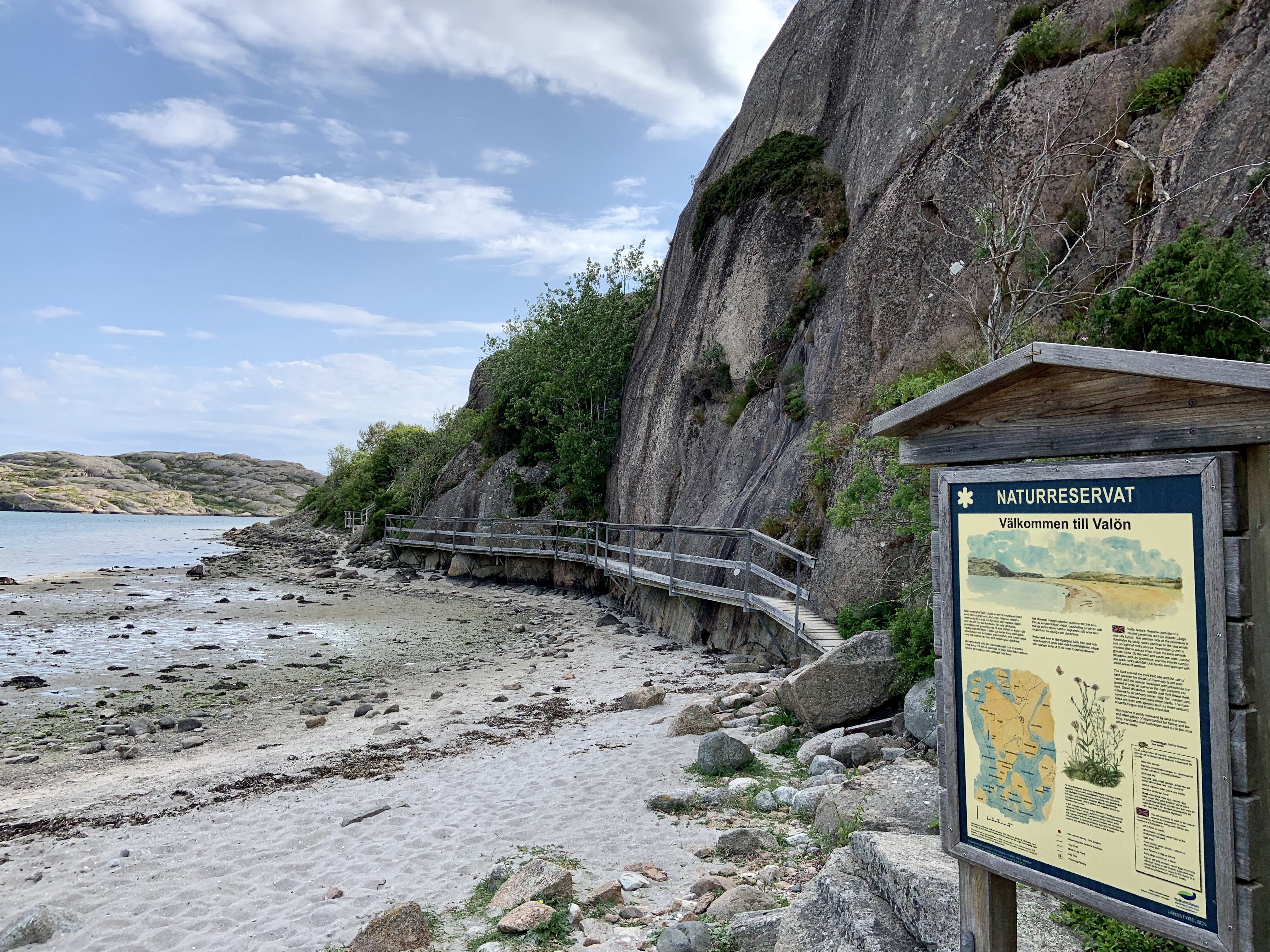
Skylt vid stigen som leder genom naturreservatet.
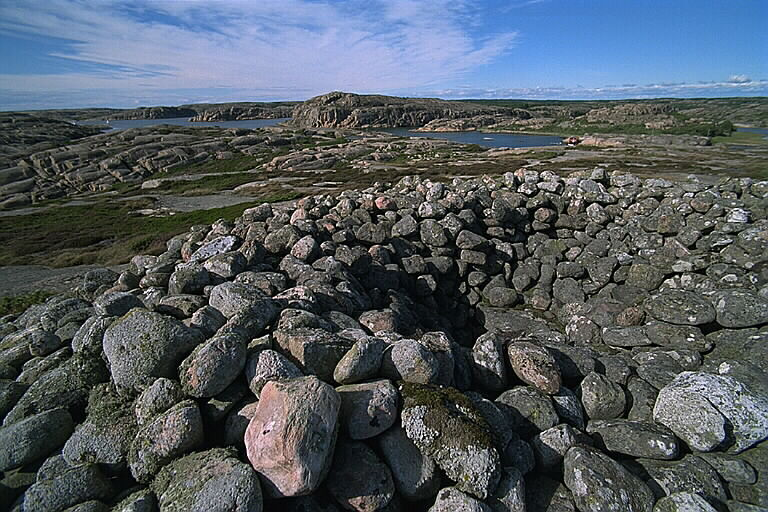
Rösen.
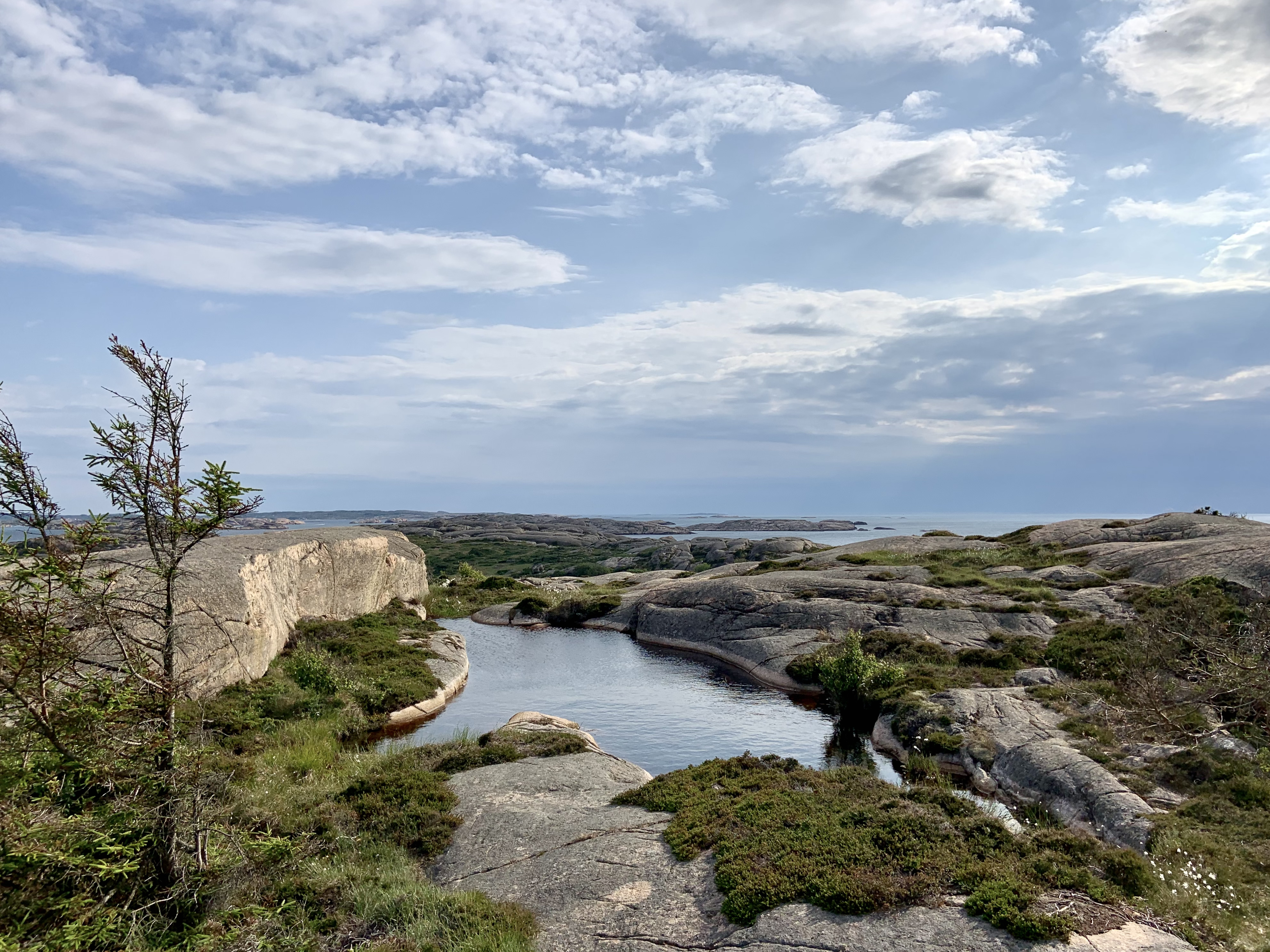
Hällarna.
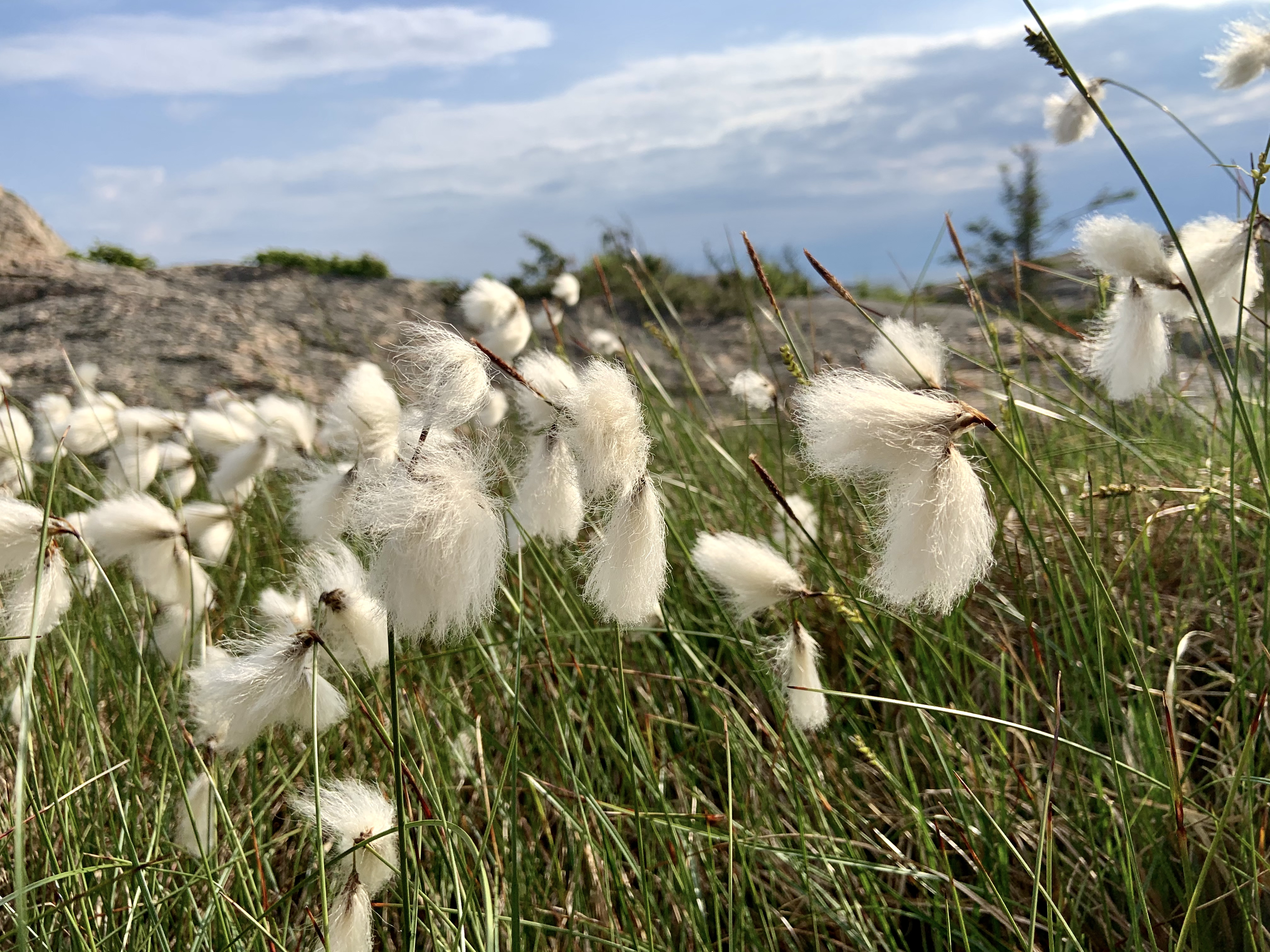
Tuvull i Valöns naturreservat.
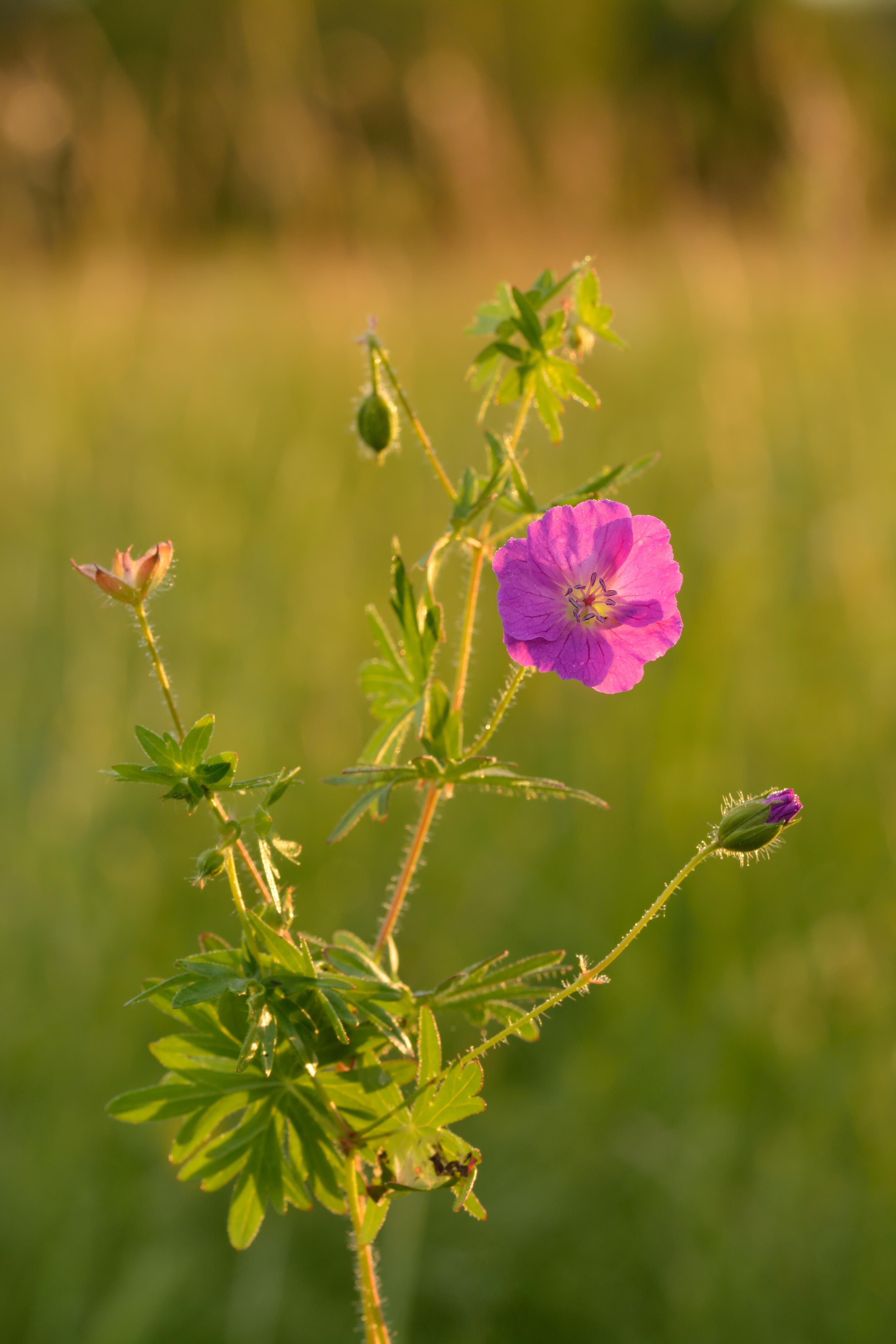
Blodnäva.